# Marcel Barbeau
Pour les articles homonymes, voir Barbeau.
Marcel Barbeau, né le 18 février 1925 à Montréal et mort le 2 janvier 2016 dans la même ville, est un peintre et sculpteur québécois libertaire.

## Biographie
Marcel Barbeau étudie le dessin d'ameublement à l'École du meuble de Montréal de 1942 à 1947. Avec son professeur de dessin, le peintre Paul-Émile Borduas, il s'initie à l'art, particulièrement à l'art moderne. Ce dernier l'aide à découvrir sa vocation artistique. Entre 1944 et 1953, il fréquente l'atelier de Borduas et rencontre les jeunes artistes et intellectuels qui formeront le noyau du mouvement des Automatistes. Il y rencontre également la poétesse et plasticienne Suzanne Meloche. Le couple se marie le 7 juin 1948. Au cours de l'automne 1945 et de l'hiver 1946, dans son Atelier de la ruelle, il réalise avec Jean-Paul Riopelle les premières expériences d’expressionnisme abstrait au Canada, en peinture comme en sculpture. Les peintures expérimentales qu'il produit alors associent plusieurs techniques : « dripping » à la marte ou la ficelle, traces au pinceau ou au couteau, gravures au couteau dans la peinture d'abord appliquée au couteau ou au pinceau, et parfois empâtements. Certains de ces tableaux présentent une composition « all-over » qui le situe à la fine pointe de l'avant-garde esthétique de l'époque. Il poursuivra cette production jusqu’à la fin des années cinquante. Il participe alors à toutes les activités du groupe Automatiste, un mouvement artistique pluridisciplinaire à résonances sociales inspiré du surréalisme, et il signe un manifeste, Refus global, publié le 8 août 1948. 
Durant l'été 1952, le couple Barbeau-Meloche se sépare. Leur fille, Manon (née en 1949), est confiée à la famille de Barbeau alors que François (né en 1951) est confié à la famille Meloche, qui le place en adoption. Par la suite, Marcel Barbeau entreprend une vie de nomade qui le conduira à séjourner dans diverses parties du Canada, de France, des États-Unis et de Suisse. Il retourne à Montréal en juillet 2008.

## Œuvre

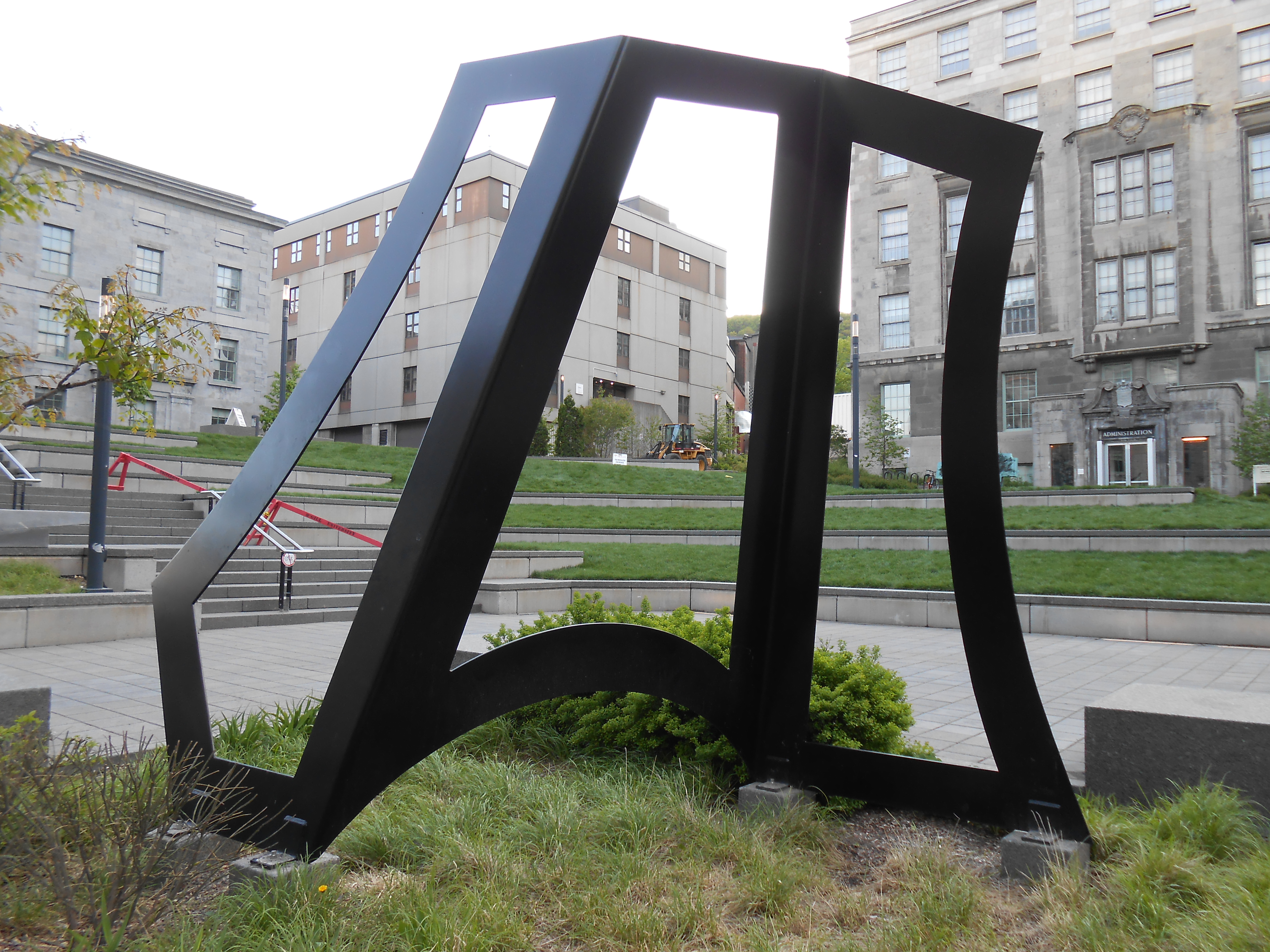
Fenêtre sur l'avenir, Université McGill.

D'abord peintre et sculpteur, Marcel Barbeau s'est aussi intéressé à l'estampe, au dessin, au collage, à la photographie et à la performance. Il a produit des dessins, des peintures et des sculptures de très grands formats et il a réalisé plusieurs œuvres d'art public. Constamment à la recherche de formes nouvelles et de nouveaux modes d'expression, curieux des découvertes scientifiques comme de l’évolution de la création en poésie, en danse, en musique et en théâtre, il a exploré la transdisciplinarité en empruntant des problématiques ou des éléments propres à ces disciplines. Il fut ainsi conduit à s'associer à des musiciens, des danseurs et des acteurs à l'occasion d'événements de création interdisciplinaire, surtout entre 1972 et 1980 et plus récemment 1999-2006.
À la fois épurée et expressive, l'œuvre de Marcel Barbeau appartient à l'univers baroque. Au cours des années 1950, elle a évolué rapidement d'un art gestuel débridé à un art construit dépouillé, qui conservait pourtant dans son approche intuitive et dans les formes irrégulières habitant ses constructions asymétriques aux équilibres précaires, l'esprit libertaire de l'automatisme de sa jeunesse. Même les illusions cinétiques des peintures Op Art qu'il produisit dans les années 1960 à Paris (1962-1964), puis à New York (1964-1968) s'écartent de l'esprit scientiste qui animait ses confrères, tenant de l'art concret et du néoplasticisme, avec lesquels il exposait alors.
Son œuvre témoigne ainsi d'une double vision apollinienne et dionysiaque, selon les termes de Carolle Gagnon, coauteure avec Ninon Gauthier de la monographie qui lui est consacrée Marcel Barbeau : Le regard en fugue, CECA, Montréal, (1990), et Cercle d'Art, Paris (1994). C'est que, explique Charles Delloye dans la préface de ce livre d'art : « L'option fondamentale qui sous-tend et enveloppe toute l'activité créatrice de Marcel Barbeau est une impulsion réitérée de « passage à la limite ». Et le philosophe ajoute : « … ce qui compte pour lui… c'est d'attester, dans sa marginalité latérale englobante, le principe créateur initial absolu, le pouvoir instaurateur originaire pur de l'apparaître pictural, dans son irréductibilité à toute formulation, qu'il promeut ou est susceptible d'établir. »
Les œuvres de Marcel Barbeau ont été exposées au Canada, aux États-Unis, en Europe et en Afrique du Nord. Elles ont été commentées dans des articles, des catalogues, des dictionnaires biographiques, des livres d'art et des travaux universitaires, dont la thèse de doctorat de Ninon Gauthier Marcel Barbeau échos et métamorphoses, soutenue à l'Université de Paris IV-Sorbonne en 2004. Elles ont également fait l'objet de vidéos et de films d'art, dont Barbeau libre comme l’art, portrait filmé de sa fille la cinéaste Manon Barbeau, produit par l’ONF (Office national du film du Canada) et InformAction en l’an 2000.

## Honneurs
- 1964 - Prix Zack, Académie royale du Canada, Biennale canadienne de peinture
- 1972 - Prix Victor-Martyn-Lynch-Staunton du Conseil des Arts du Canada
- 1994 - Médaille d'or (peinture), 2e Jeux de la Francophonie, Paris
- 1998 - Publication par Postes Canada d'un timbre commémoratif reproduisant une de ses œuvres dans le cadre de la série de timbres en hommage aux automatistes publiée à l'occasion du cinquantenaire du manifeste Refus Global
- 1998 - Prix Condorcet, remis aux membres du groupe des Automatistes. Mouvement laïque du Québec
- 2001 - Cinquième Prix de Peinture, 3e Biennale internationale d'Art contemporain de Florence, Italie
- 2002 - Réception à l'Académie Européenne des Arts et des Lettres
- 2013 - Prix du Gouverneur général du Canada en arts visuels[7]
- 2013 - Prix Louis-Philippe-Hébert de la Société Saint-Jean-Baptiste de Montréal[8]
- 2013 - Prix Paul-Émile-Borduas

## Expositions
- 12 juin au 7 juillet 1975 : Marcel Barbeau au Musée national des beaux-arts du Québec
- 17 février au 17 mars 2011 : Pérennité : Marcel Barbeau, Pierre Gauvreau et Fernand Leduc à la Galerie Michel-Ange[9].
- 19 septembre au 11 octobre 2015 : Marcel Barbeau à la Galerie Michel Guimont[10].
- 11 octobre au 2018 au 6 janvier 2019 : Marcel Barbeau. En mouvement au Musée national des beaux-arts du Québec[11]

## Collections publiques
- Art Gallery of Ontario
- Art Gallery of Hamilton
- Dalhousie Art Gallery[12]Les Portes du regard (1990)
- Edmonton Art Gallery
- Musée du Bas-Saint-Laurent
- Musée Laurier
- Musée d'art de Joliette

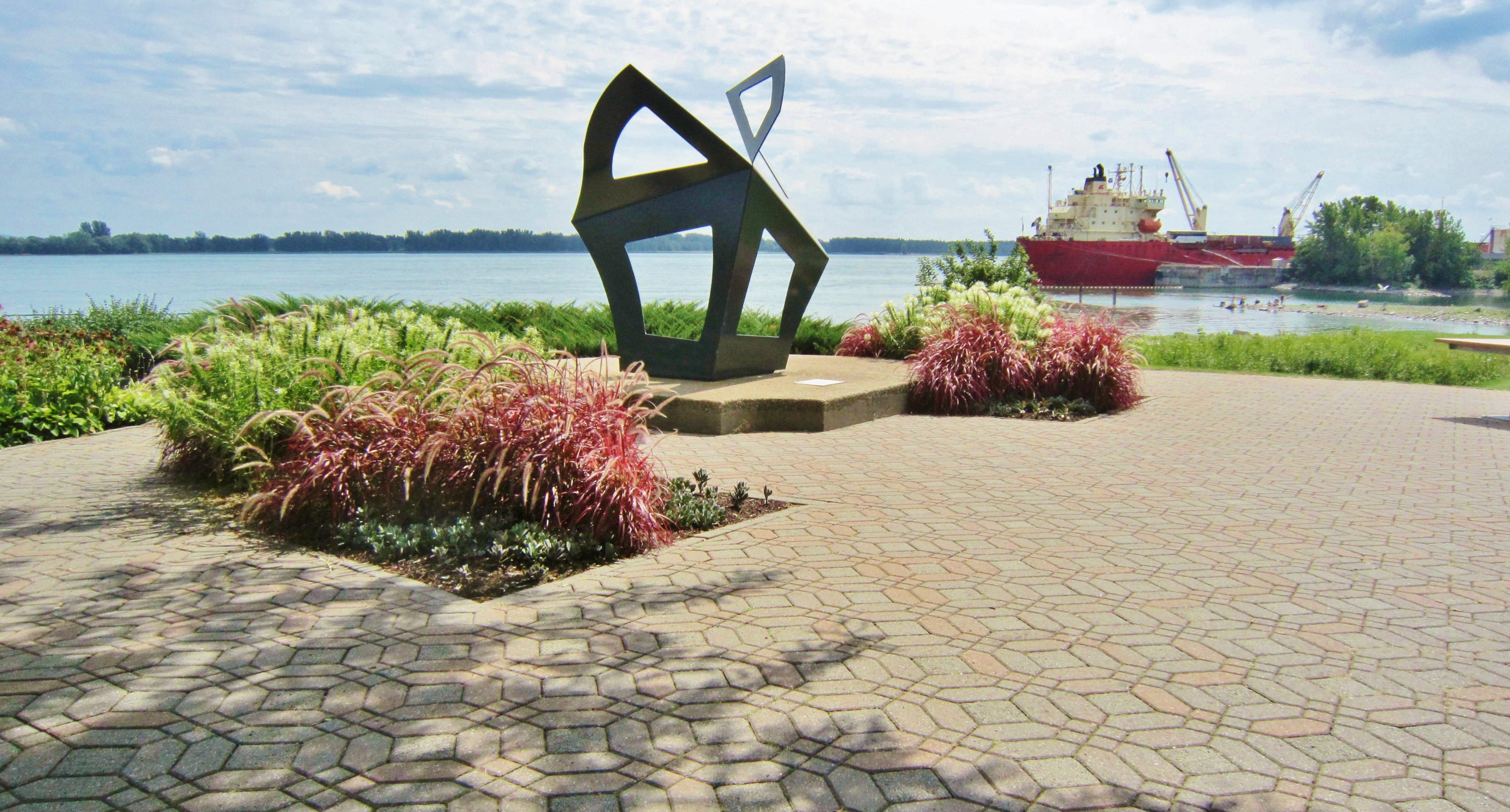
Les Portes du regard (1990)

- Musée national des beaux-arts du Québec[13]
- Museum London[14]
- Ville de Gatineau
- Ville de Montréal

## Œuvres

### Peintures
- Le Rivage, 1950, huile sur toile, 11,9 x 15,2 cm, Musée national des beaux-arts du Québec, Québec[15]
- Combustions originelles 56, vers 1951, encre sur papier, 18,5 x 14,5 cm, Musée national des beaux-arts du Québec, Québec[16].
- Fond marin, nº 10, 1953, huile sur carton collé sur panneau de fibre de bois, 51 x 75,8 cm, Musée national des beaux-arts du Québec, Québec[17].
- Abstraction, nº 2, 1954, gouache sur papier, 50,7 x 66 cm, Musée national des beaux-arts du Québec, Québec[18].
- Abstraction, nº 7, 1954-1955, gouache sur papier, 48,8 x 64,2 cm, Musée national des beaux-arts du Québec, Québec[19].
- Du clos à l'ouvert, 1957, gouache sur papier marouflé sur toile, 56 x 86,5 cm, Musée national des beaux-arts du Québec, Québec[20].
- Les Guirlandes dans les joues, 1960, encre de Chine et crayon feutre sur papier vélin collé sur carton plume, 99,3 x 132,2 cm, Musée national des beaux-arts du Québec, Québec[21]
- Paris-Marseille, 1962-1963, acrylique et feutre sur toile, 161,5 x 113 cm, Musée national des beaux-arts du Québec, Québec[22].
- Champs colorés, 1963-1964, peinture vinylique sur cartons peints collés sur panneau de bois, 101 x 122 cm, Musée national des beaux-arts du Québec, Québec[23].
- Pon-Pon-Pon-Pon-Pon-Pon, 1964, acrylique sur toile, 45,7 x 104,2 cm, Musée national des beaux-arts du Québec, Québec[24].
- Rétine optimiste ou Salute, 1964, acrylique sur toile, 242 x 203,5 cm, Musée national des beaux-arts du Québec, Québec[25].
- Rétine aplat, 1964, acrylique sur toile, 71,3 x 71,2 cm, Musée national des beaux-arts du Québec, Québec[26].
- La Messe du pape Marcel, 1964, acrylique sur toile, 46 x 71 cm, Musée national des beaux-arts du Québec, Québec[27].
- Kitchenombi, nº 4, 1972, acrylique sur toile, 260,7 x 389,3 cm, Musée national des beaux-arts du Québec, Québec[28].
- La Retraite sentimentale, 1982, acrylique sur toile, 81,3 x 66 cm, Musée national des beaux-arts du Québec, Québec[29].
- Le Passe-muraille, 1982, acrylique sur toile, 152,4 x 109 cm, Musée national des beaux-arts du Québec, Québec[30].

### Sculptures
- La Puissance de l'espoir, 1985, acier peint, 114,3 x 121 x 63 cm, Musée national des beaux-arts du Québec, Québec[31].